# Lee Jae-wook
Lee Jae-wook (en hangul, 이재욱; hanja: 李宰旭; RR: I Jae-uk), es un actor surcoreano.

## Biografía
Estudió teatro y cine en la Universidad Chung-Ang.

## Carrera
En el 2018 se unió al elenco recurrente de la serie Recuerdos de la Alhambra, donde interpretó a Marco Han, un programador y hacker que está asociado a Jung Se-joo (Park Chan-yeol).
El 5 de junio del 2019 se unió al elenco principal de la serie Search: WWW, donde dio vida a Seol Ji-hwan, un actor en ascenso que se enamora de Cha Hyeon (Lee Da-hee), hasta el final de la serie el 25 de julio del mismo año.
Debutó en cine en septiembre del mismo año, en la película bélica The Battle of Jangsari. El 2 de octubre se unió al elenco principal de la serie Extraordinary You (también conocida como "A Day Found by Chance"), donde dio vida a Baek Kyung, un hombre quien dentro del manhwa tiene un compromiso arreglado con Eun Dan-oh (Kim Hye-yoon), El drama estará basado en el webtoon "A Day Found By Chance". hasta el final de la serie el 21 de noviembre del mismo año.
El 24 de febrero del 2020 se unió al elenco de la serie I'll Go To You When The Weather Is Nice (también conocida como "I'll Come By When The Weather's Good"), donde interpretó Lee Jang-woo, el encantador mejor amigo de Im Eun-seob (Seo Kang-joon), hasta el final de la serie el 21 de abril del mismo año.
El 7 de octubre del mismo año se unió al elenco de la serie Do Do Sol Sol La La Sol, donde dio vida a Sun Woo-joon, un joven franco y atractivo que se enamora profundamente de Goo Ra-ra (Go Ara) desde la primera vez que la ve, hasta el final de la serie el 27 de noviembre del mismo año.
En mayo de 2021 realizó una aparición especial en la serie Move to Heaven, donde interpretó a Kim Soo-chul, un joven que en el pasado aprende a pelear gracias a Sang-gu (Lee Je-hoon) y que es la razón por la cual él fue a prisión.
A principios del mismo año se anunció que estaba en pláticas para unirse al elenco principal de la serie Dali and Cocky Prince, donde hubiera podido dar vida a Jin Mu-hak; sin embargo, el 10 de febrero del mismo año se anunció que había rechazado la oferta.
En junio de 2022 protagonizó la serie de fantasía Alquimia de almas, con el personaje de Jang Wook, un joven maestro sofisticado pero problemático.

## Filmografía

### Series de televisión
| Año     | Título                                  | Personaje     | Canal   | Notas                                    | Ref.          |
| ------- | --------------------------------------- | ------------- | ------- | ---------------------------------------- | ------------- |
| 2018-19 | Recuerdos de la Alhambra                | Marco Han     | tvN     |                                          |               |
| 2019    | Search: WWW                             | Seol Ji-hwan  | tvN     | 16 episodios                             |               |
| 2019    | Extraordinary You                       | Baek Kyung    | MBC     | 32 episodios                             |               |
| 2020    | I'll Go To You When The Weather Is Nice | Lee Jang-woo  | JTBC    | 16 episodios                             |               |
| 2020    | Do Do Sol Sol La La Sol                 | Sunwoo Joon   | KBS2    | 16 episodios                             | [ 25 ]        |
| 2020    | True Beauty                             | Baek Kyung    | tvN     | Aparición especial, ep. 4                | [ 26 ] [ 27 ] |
| 2021    | Move to Heaven                          | Kim Soo-cheol | Netflix | Serie web, aparición especial            |               |
| 2022    | Besos y presagios                       | Actor "Haroo" | Disney+ | Serie web, aparición especial, ep. 3 y 9 | [ 28 ]        |
| 2022    | Alquimia de almas 2 parte               | Jang Uk       | Netflix | 30 episodios                             | [ 29 ] [ 30 ] |
| 2023-24 | El juego de la muerte                   | Cho Tae-sang  | TVING   | Serie web                                | [ 31 ]        |
| 2024    | El heredero ilegítimo                   | Han Tae-oh    | Disney+ | Serie web, 12 episodios                  | [ 32 ] [ 33 ] |
| 2025    | Querido Hongrang                        | Hong-rang     | Netflix | Serie web, 12 episodios                  | [ 34 ]        |

### Películas
| Año  | Título                 | Hangul                | Personaje         | Notas                                                             | Ref.         |
| ---- | ---------------------- | --------------------- | ----------------- | ----------------------------------------------------------------- | ------------ |
| 2019 | The Battle of Jangsari | 장사리: 잊혀진 영웅들 | Lee Gae-tae       | Junto a Kim Myung-min, Choi Min-ho, Kim Sung-cheol y Kwak Si-yang | [ 7 ] [ 35 ] |
| 2023 | Boksoon debe morir     | 길복순                | Joven Cha Min-Kyu | Junto a Jeon Do-yeon y Sol Kyung-gu                               | [ 36 ]       |

### Presentador
| Año  | Evento                             | Notas                    |
| ---- | ---------------------------------- | ------------------------ |
| 2019 | 2nd M2 X Genie Music Awards (MGMA) | presentador de categoría |
| 2019 | 11st Melon Music Awards            | presentador de categoría |
| 2020 | 34th Golden Disc Awards            | presentador de categoría |
| 2020 | 29th Seoul Music Awards            | presentador de categoría |
| 2021 | The Fact Music Awards (2021 TMA)   | presentador de categoría |

## Premios y nominaciones
| Año  | Premio                       | Categoría                                    | Trabajo                 | Resultado | Ref.                 |
| ---- | ---------------------------- | -------------------------------------------- | ----------------------- | --------- | -------------------- |
| 2019 | MBC Drama Award              | Mejor pareja (junto a Kim Hye-yoon y Rowoon) | Extraordinary You       | Nominados |                      |
| 2019 | MBC Drama Award              | Mejor actor revelación                       | Extraordinary You       | Ganador   | [ 40 ] [ 41 ]        |
| 2020 | 5th Asia Artist Award        | Mejor actor revelación                       | Extraordinary You       | Ganador   | [ 42 ] [ 43 ] [ 44 ] |
| 2020 | 18th Brand of the Year Award | Mejor actor revelación                       | Extraordinary You       | Ganador   | [ 45 ]               |
| 2020 | 56th Baeksang Arts Award     | Mejor actor revelación                       | Extraordinary You       | Nominado  | [ 46 ]               |
| 2020 | 7th APAN Star Award          | Mejor actor revelación                       | Extraordinary You       | Nominado  |                      |
| 2020 | 34th KBS Drama Award         | Premio a la excelencia - series TV           | Do Do Sol Sol La La Sol | Ganador   | [ 47 ]               |
| 2022 | Asia Model Awards            | Premio Asia Especial, actor                  | —                       | Ganador   | [ 48 ]               |
| 2022 | Korea Drama Awards           | Premio a la excelencia global                | Alquimia de almas       | Ganador   | [ 49 ] [ 50 ]        |